# Meier Salomon Bromet
Meier Salomon Bromet (Paramaribo, 13 januari 1839 - aldaar, 16 mei 1905) was een Surinaams-Nederlands evangelist, zendeling, theoloog en vertaler.

## Leven
Bromet was van geboorte Joods en bekeerde zich op jeugdige leeftijd tot het christendom. In 1864 verhuisde hij vanuit Suriname naar Engeland om daar theologie te gaan studeren. Vanaf 1867 werd hij predikant in Woodbridge (Suffolk) en vanaf 1868 in Londen. Daarna verhuisde hij naar Amsterdam en werd daar evangelist onder Israël - evangelist aan het Joodse volk. In 1872 kwam hij in dienst van de Schotse Zendingskerk in Amsterdam om missiewerk te verrichten onder de joden. Vier jaar daarna, in 1876, nam hij ontslag als zendeling om zich aan de evangelisatie te wijden. In Amsterdam stichtte hij een missie, namelijk de evangelisatie Immanuel. In 1885 verhuisde hij naar Suriname waar hij in 1888 de Gemeente van Gedoopte Christenen, een vrije evangelische gemeente stichtte met financiële steun uit Nederland en Schotland. Dit was zijn tweede missie. Deze gemeente kreeg in 1898 een eigen christelijke school in Paramaribo. In 1905 overleed hij in Paramaribo.

## Vertalingen van gospel hymns
Rond 1873-1875 leerde Bromet Dwight Lyman Moody en Ira David Sankey kennen tijdens één van zijn bezoeken aan Engeland. Door deze kennismaking was hij vastbesloten hun boodschap inclusief de liederen in Nederland te introduceren. Om hun boodschap naar Nederland te brengen vertaalde hij boeken van William Haven Daniels en Charles Spurgeon, organiseerde hij bidstonden en verspreidde hij traktaten in Nederland. De liederen van Sankey ging hij vertalen ten behoeve van de Schotse zending. Naast Carel Steven Adama van Scheltema was hij een van de belangrijkste Nederlandse vertalers van gospel hymns. Van zijn hand verscheen in 1876 de bundel Opwekkingsliederen van Ira D. Sankey en anderen, rond 1885/1887 de Opwekkingsliederen van Ira. D. Sankey en anderen en in 1897 de Evangelieliederen van Ira. D. Sankey en anderen. Met name de Opwekkingsliederen uit 1887 kreeg een grote verspreiding; daarvan verschenen er veel herdrukken. De vertalingen van Bromet werden alom in Nederland ten gehore gebracht. Vooral in evangelisatiekringen werden de liederen gebruikt. Zo bracht Bromet op het Zuiderzendingsfeest in 1875 en op het zendingsfeest op Boekenrode (bij Haarlem) in hetzelfde jaar vol vuur diverse Sankey-liederen ten gehore. Op deze zendingsfeesten werden de liederen ook verkocht. Voorbeelden van zijn vertalingen zijn 'Welk een vriend is onze Jezus', 'Ik zie een poort wijd open staan' en 'Veilig in Jezus' armen'. Ze werden (onder andere) opgenomen in de Zangbundel ten dienste van Huisgezin en Samenkomsten van Johannes de Heer.

## Publicaties
- D.L. Moody en zijn werk in ’s Heeren wijngaard uit het Engelsch vertaald / door W.H. Daniels [uit het Engels vertaald door M.S. Bromet], De Hoogh & Co, Amsterdam (1875).
- De wederkomst en de regeering van den Heere Jesus Christus, anders genoemd het vrederijk of duizendjarig rijk, H. de Hoogh, Amsterdam (1875).
- Jan Ploeger’s prentjes of Meer van zijn eenvoudige praatjes, voor eenvoudige lieden / door C.H. Spurgeon [uit het Engels vertaald door M.S. Bromet], Amsterdam: M.S. Bromet (1880).
- De toekomende heerlijkheden zijnde korte, kernachtige antwoorden op 75 vragen betreffende de profetiën der toekomst, Amsterdam: M.S. Bromet (1882).
- Gewogen en te licht bevonden: of Dr. A Kuyper’s leer van de particuliere genade aan de heilige schrift getoetst, Amsterdam: M.S. Bromet (1885).
- Opwekkingsliederen van Ira D. Sankey nagezongen door M.S. Bromet, Amsterdam, 1876.
- Opwekkingsliederen van Ira D. Sankey en anderen nagezongen door M.S. Bromet, Amsterdamsche Boek- en Handelsdrukkerij, Amsterdam, eerste serie, Amsterdam, circa 1885.
- Opwekkingsliederen van Ira D. Sankey en anderen nagezongen door M.S. Bromet, Amsterdamsche Boek- en Handelsdrukkerij, Amsterdam, tweede serie, Amsterdam, circa 1886.
- Opwekkingsliederen van Ira D. Sankey en anderen nagezongen door M.S. Bromet, Amsterdamsche Boek- en Handelsdrukkerij, Amsterdam, derde serie, Amsterdam, circa 1887.
- Evangelieliederen van Ira D. Sankey en anderen (Serie I en II), Amsterdam, circa 1897.
- De neger-kwestie: Een lezing over Booker T. Washington, S.A. van Looy, Amsterdam (1905).
- De zondvloed op Bijbelsch-Wetenschappelijke wijze verklaard uit het Engelsch, H. de Hoogh & Co, Amsterdam, zonder jaar.
- Elishoea (God is mijn heil): bekeering van een Israeliet, zonder jaar.

- Biografisch Portaal: 60202317
- Digitale Bibliotheek voor de Nederlandse Letteren: brom008
- International Standard Name Identifier: 0000 0003 9612 9644
- Nederlandse Thesaurus van Auteursnamen: 163086486
- Virtual International Authority File: 290965862
- WorldCat: E39PBJkMHg9bMjmPm4bgH7cHG3

1. ↑  Smelik, J. (1997). Een in lied en leven: Het stichtelijke lied bij Nederlandse protestanten tussen 1866 en 1938, SDU, Den Haag, p. 168.
2. ↑  https://www.suriname.nu/701vips/belangrijke36.html. Gearchiveerd op 17 september 2021.
3. 1 2  https://www.ensie.nl/christelijke-encyclopedie/meyer-salomon-bromet. Gearchiveerd op 28 juni 2021.
4. 1 2 3  Blok, P.J. & Molhuysen, P.C. (1930). Meier Salomon Bromet, Nieuw Nederlandsch biografisch woordenboek, Digitale bibliotheek voor de Nederlandse letteren. Gearchiveerd op 28 maart 2023.
5. 1 2  Kielman, R.H. (2017). In het laatste der dagen. Eindtijdverwachting in Nederland op de drempel van de moderne tijd (1790-1880), p. 675
6. ↑  Gearchiveerde kopie. Gearchiveerd op 24 juni 2021. Geraadpleegd op 24 juni 2021.
7. ↑  Smelik, J. (1997). Een in lied en leven: Het stichtelijke lied bij Nederlandse protestanten tussen 1866 en 1938, SDU, Den Haag, p. 168-170.
8. ↑  Smelik, J. (1997). Een in lied en leven: Het stichtelijke lied bij Nederlandse protestanten tussen 1866 en 1938, SDU, Den Haag, p. 170-171.
9. ↑  Krabbendam, H. (1991). Zielenverbrijzelaars en zondelozen. Reactie in de Nederlandse pers op Moody, Sankey en Pearsall Smith, 1874-1878, Documentatieblad voor de Nederlandse Kerkgeschiedenis na 1800, 14e jaargang (nr. 34), p. 42, 45-46.